# Suriavarmã I
Suriavarmã I (em quemer:  សូរ្យវរ្ម័នទី១; postumamente Nirvanapada) foi o rei do Império Quemer de 1006 a 1050.:134–135

## Biografia
Suriavarmã usurpou o trono do rajá Udaiaditiavarmã I, derrotando seus exércitos em cerca de 1002. Depois de uma guerra prolongada com Udayadityavarman do pretenso sucessor, Jayaviravarman (que era de origem Malaia a partir de o Velho Reino Malaio, atualmente Malásia), Suriavarmã I reivindicou o trono em 1010. Suriavarmã era o filho do rajá de Tambralinga, um pequeno Reino Budista na península Malaia (atual Tailândia), que era dependente do rival de Angcor, Serivijaia. Suriavarmã realizou a reivindicação do trono quemer através de sua mãe, que era um membro da família real. Enquanto o Império Quemer predominantemente praticava Hinduísmo de Víxenu, Devaraja, Suriavarmã foi um Budista Maaiana:134 que também foi tolerante com a crescente presença do Budismo Teravada no Império Quemer.
Suriavarmã I estabeleceu relações diplomáticas com a dinastia Chola do sul da Índia, em torno de 1012.:136 Suriavarmã enviou uma carruagem como um presente para o Imperador Chola Rajaraja Chola I. parece que Suriavarmã tinha pedido ajuda do poderoso Imperador Chola Rajendra Chola contra o Reino Tambralinga. Depois de aprender sobre a aliança de Suriavarmã com Rajendra Chola, o Reino Tambralinga solicitou auxílio do Rei Serivijaia, Sangrama Vijayatungavarman. Isso levou o Império Chola a entrar em conflito com o Império Srivijiya. A guerra terminou com a vitória da dinastia Chola e Angkor Wat do Império Quemer, e grandes perdas para o Império Serivijaia e o reino Tambralinga.
Seu reinado durou cerca de 40 anos e ele passou a maior parte do tempo defendendo-o. Conhecido como o "Rei das Leis justas", ele consolidou o seu poder político, convidando cerca de quatro mil funcionários locais para o palácio real e fazendo-os jurar um juramento de fidelidade a ele. Suriavarmã I favoreceu o Budismo, mas ele permitiu que o povo de continuasse a praticar o hinduísmo. O seu palácio era localizado perto de Anguecor Tom, e ele foi o primeiro dos rajás quemeres a proteger o seu palácio, com uma muralha.
Suriavarmã I expandiu seu território para o oeste para Lopburi, incluindo a bacia Menam na Tailândia, e a leste para a bacia do Mecom.:136–137
Suriavarmã, provavelmente, começou a construção em Preah Khan Kompong Svay, e expandiu Banteay Srei, Wat Ek Phnom, e Phnom Chisor.:95–96 As principais construções deste rei foram o Prasat Preah Vihear, na Montanha Dangrek, e a conclusão de Phimeanakas e Ta Keo.:135–136 Suriavarmã I também começou o segundo reservatório Angkor, a Oeste Baray, que possui 8 km de comprimento e 2,1 km de largura.:371 Suportou mais de 123 milhões de litros de água. Este é o maior reservatório quemer que existe. Existe alguma indicação de que Suriavarmã enviou um presente para Rajendra Chola I o Imperador do Império Chola , possivelmente para facilitar o comércio.
Suriavarmã I morreu em 1050 e foi-lhe dado o título póstumo Nirvanapada ("o rei que foi para nirvana"), um aceno para o seu crenças Budistas. Ele foi sucedido por seus filhos, Udayadityavarman II, que morreu em torno de 1066 e Harshavarman III (Sadasivapada). Este último continuou a luta contra rebeliões internas e lutou contra os assaltos dos povos Chams até sua morte em 1080.